# جواكيم باتشيكو
جواكيم باتشيكو (30 مارس 1926 في الصين - ) هو لاعب كرة قدم برتغالي في مركز الدفاع. شارك مع منتخب البرتغال لكرة القدم. أما مع النوادي، فقد لعب مع سبورتينغ لشبونة وPolícia de Segurança Pública (football) ‏.

## وصلات خارجية
- جواكيم باتشيكو على موقع قاعدة بيانات كرة القدم.إي يو (الإنجليزية)
- جواكيم باتشيكو على موقع عالم كرة القدم.نت (الإنجليزية)